# Hradiště (Koldín)
Hradiště (německy Radisch) je část obce Koldín v okrese Ústí nad Orlicí. Nachází se na západě Koldína. Hradiště leží v katastrálním území Koldín o výměře 6,34 km².

## Historie
První písemná zmínka o vesnici pochází z roku 1309.

## Galerie

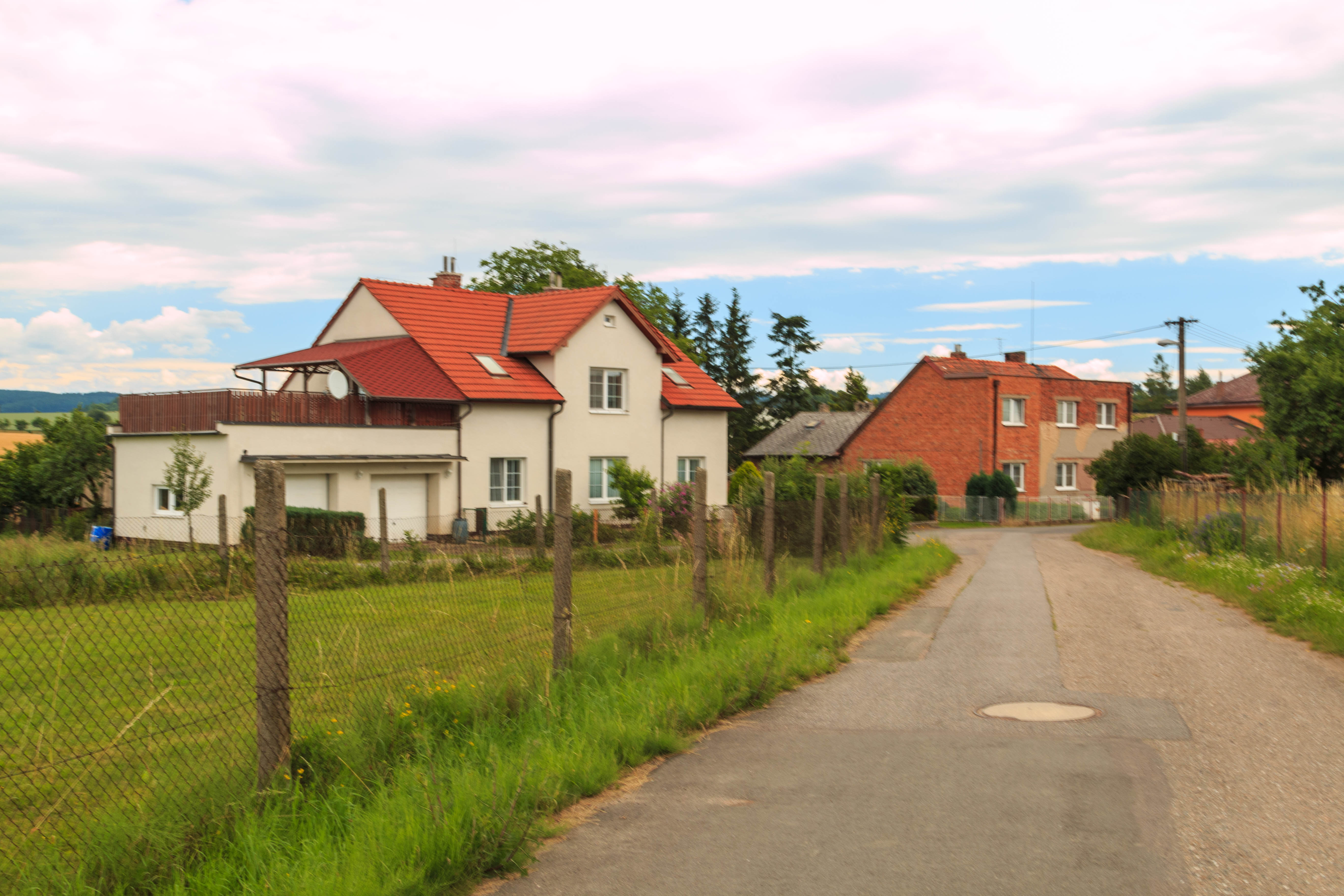
Hradiště čp. 124
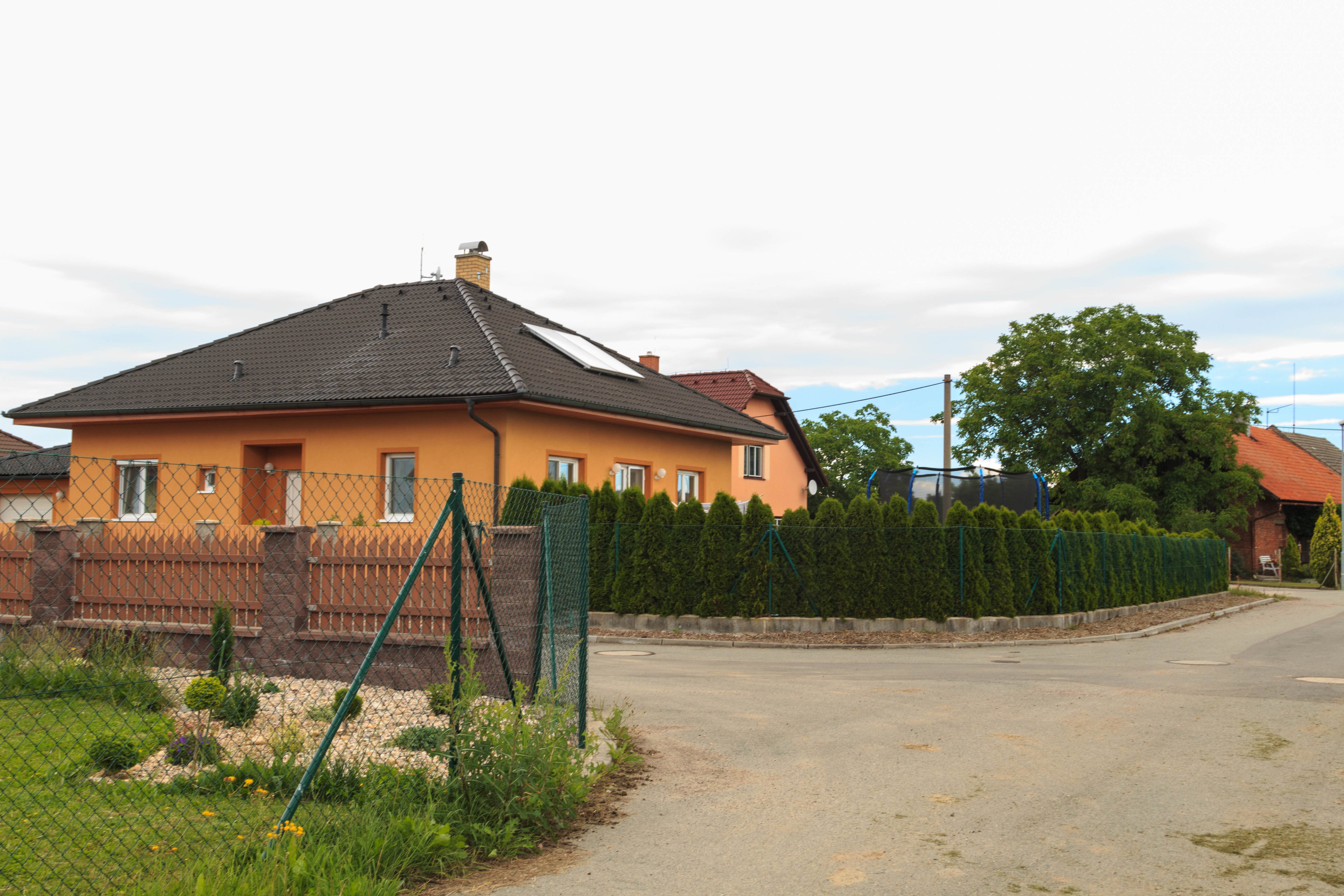
Hradiště čp. 130
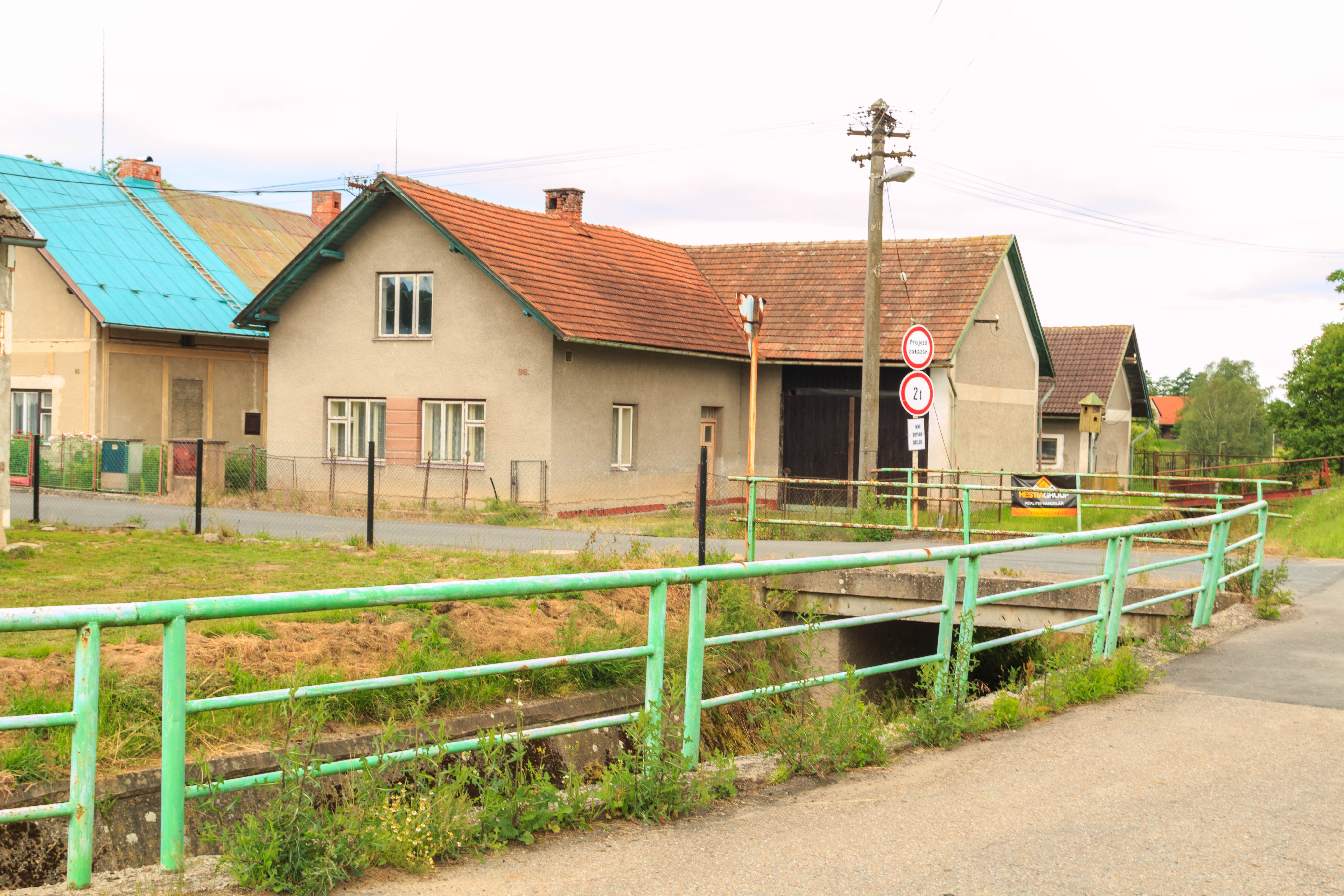
Hradiště čp. 96
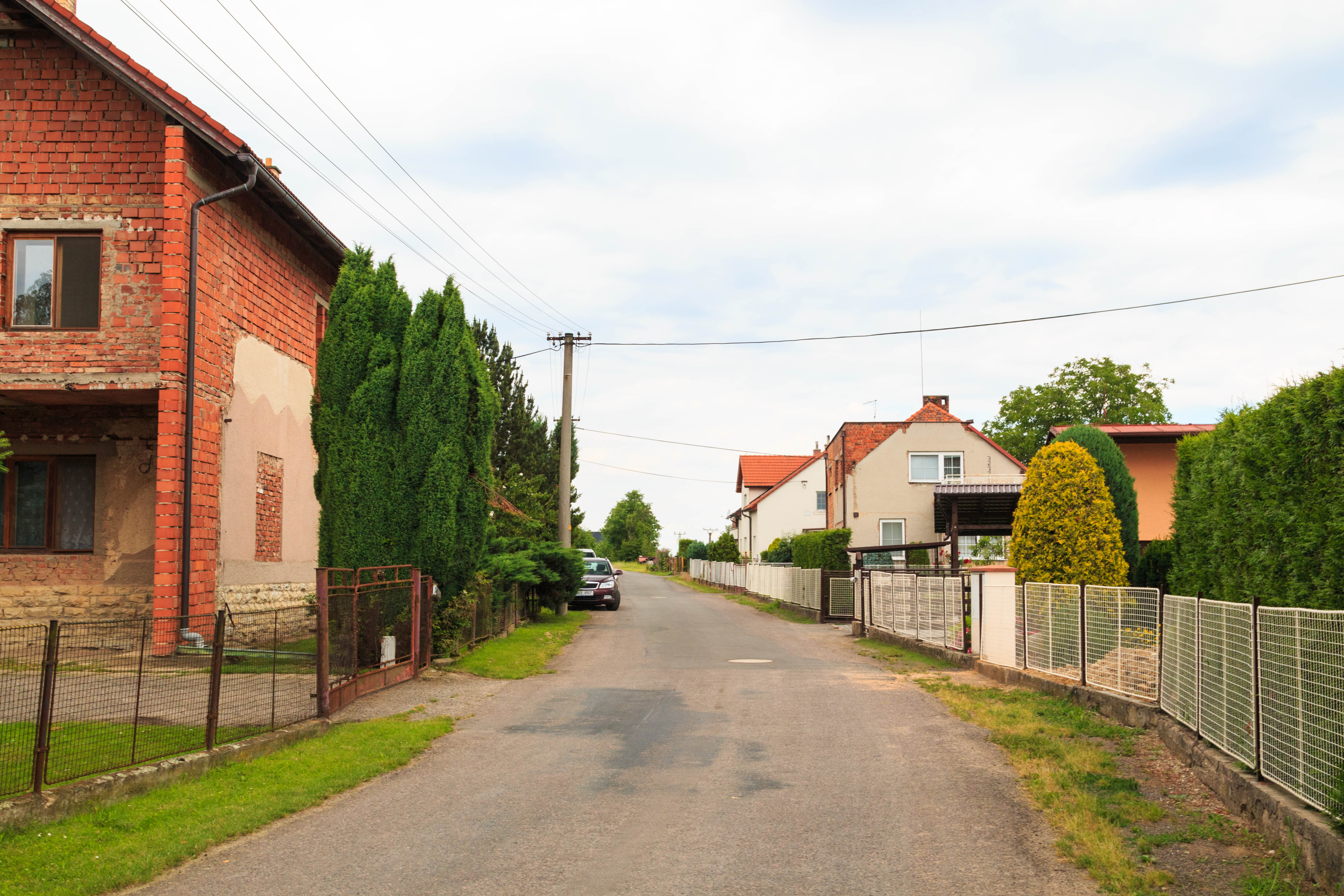
Hradiště čp. 121